# Каннибализм у домашней птицы
Птичий каннибализм (расклёв) — проблема в птицеводстве, когда куры ранят и убивают друг друга или расклёвывают яйца.

## Описание
Суть птичьего каннибализма заключается в том, что куры расклёвывают яйца, или во время линьки они выщипывают у других перья, особенно вокруг клоаки. Иногда такое поведение у птицы высокого ранга приводит к массовому каннибализму и гибели жертвы; в крайних случаях может погибнуть до 30 % поголовья. Каннибализм чаще встречается у кур, чем у петухов. Среди основных причин каннибализма называют неправильное питание и слишком скученное содержание птицы, генетические факторы, отсутствие выгула, а также излишне яркое освещение.

## Борьба
Курам вставляют кольца или надевают специальные очки. Либо курицу-каннибала отбраковывают на мясо. Кроме того, иногда прибегают к обрезке клюва (дебикирование). Специалисты также рекомендуют вводить в корма птицы минеральные добавки, в частности, соль.